# Lucien Bidinger
Lucien Bidinger (* 8. Juni 1917 in Syren; † 14. November 1982 in Dudelange) war ein Radrennfahrer aus Luxemburg.

## Sportliche Laufbahn
Bidinger begann 1936 beim Verein Vélo Sport Mamer mit dem Radsport. 1938 gewann Lucien Bidinger eine Etappe der Luxemburg-Rundfahrt für Junioren und wurde Vierter der Gesamtwertung. Anschließend war zwei Saisons lang als Profi-Radrennfahrer aktiv. 1938, im ersten Jahr, startete er bei der Tour de France, schied aber auf der fünften Etappe aus, nachdem er bei der Etappe zuvor Rang fünf belegt hatte. Bei Paris–Roubaix im selben Jahr wurde er 68. Im Jahr 1940 bestritt er als einziger Fahrer die luxemburgische Straßenmeisterschaft über 80 Kilometer, wegen Überschreitung der festgelegten Zeit wurde ihm der Titel jedoch nicht verliehen. Nach dem Krieg versuchte er 1945 bei zwei Rennen erfolglos ein Comeback.

## Berufliches
Beruflich war er als Arbeiter bei der ARBED in Düdelingen tätig.

## Erfolge
1938
- eine Etappe Luxemburg-Rundfahrt.

1940
- Luxemburgischer Meister – Straßenrennen

## Teams
- 1939–1940 Ruche-Hutchinson
- 1945 Helyett